# Abborrtjärnen (Råneå socken, Norrbotten, 737576-177427)
Abborrtjärnen är en sjö i Bodens kommun i Norrbotten och ingår i Vitåns huvudavrinningsområde.